# Свети Андрей (Патра)
Вижте пояснителната страница за други значения на Свети Андрей.
„Свети Андрей Първозвани“ (на гръцки: Ιερός Ναός Αγίου Ανδρέα Πάτρα) е православна катедрала в Патра и най-големият храм в Гърция и на Църквата на Гърция и трети по-големина на Балканите след „Свети Сава“ в Белград и „Свети Александър Невски“ в София.

## История
Според преданието на мястото на храма е разпнат Андрей Първозвани. Първият храм на мястото е издигнат в годините 1836-1843 година. Още през IX век главата и парчето от кръста на Андрей Първозвани са изпратени от Константинопол в Патра с благоволението на византийския император. През 1462 година Тома Палеолог предава в Рим реликвите - главата и частицата от Андреевия кръст, от Патра на папа Пий II, след което те са положени в папската базилика „Свети Петър“. През 1964 година папа Павел VI връща реликвите на църквата на Гърция, след което те са положени в съвременния храм от освещаването му на 26 септември 1974 година. Катедралата побира 5500 вярващи. 

## Галерия
- Куполът
- Реликвариите
- Интериорът
- Огромният централен купол е реминисценция на Света София (Константинопол)
- Катедралата осветена вечер